# Ardgal mac Conaill
Ardgal mac Conaill († 520) est un roi d'Uisnech dans le Mide issu de la dynastie des Uí Néill du Sud. Il est le fils de Conall Cremthainne († 480) et le  petit-fils de Niall Noigiallach. Il est considéré comme  le 3e roi d'Uisnech dans la liste du Livre de Leinster.

## Biographie
Selon les Annales d'Ulster Ardgal est tué vers 520/523 lors de la Bataille de Detna en Brega par Colgu Moo Cluethi, roi d'Ind Airthir dont le surnom semble indiquer qu'il régnait sur un territoire au-delà (c'est-à-dire au sud ?) d'une rivière 
« Clyde » dans le comté de Louth  (sans rapport avec le fleuve homonyme d’Écosse) si ce n'est une référence à la « Cluaid » soit la rivière Clyde en Écosse.

## Postérité
Les descendants d'Ardgal, issu de son fils Fiachra, sont connus sous le nom de Cenél nArdgail. Ils étaient implantés parmi les Luigne dans l'actuel comté de Meath 

## Sources
- (en) Cet article est partiellement ou en totalité issu de l’article de Wikipédia en anglais intitulé « Ardgal mac Conaill » (voir la liste des auteurs), édition du 18 octobre 2013.
- Annales d'Ulster at CELT: Corpus of Electronic Texts at University College Cork.
- (en) Francis John Byrne, Francis John (2001), Irish Kings and High-Kings, Dublin: Four Courts Press  (ISBN 978-1-85182-196-9).
- Livre de Leinster, Rig Uisnig at CELT: Corpus of Electronic Texts at University College Cork.
- Revised edition of McCarthy's synchronisms at Trinity College Dublin.
- (en) Edel Bhreathnach, The Kingship and landscape of Tara  Editor Four Press Courts (Dublin 2005)  (ISBN 1-85182-954-7).